# Composia utowana
Composia utowana là một loài bướm đêm thuộc phân họ Arctiinae, họ Erebidae.